# Ређоне Мулеј (Торино)
Ређоне Мулеј је насеље у Италији у округу Торино, региону Пијемонт.
Према процени из 2011. у насељу је живело 24 становника. Насеље се налази на надморској висини од 362 м.